# Bournemouth
Bournemouth /ˈbɔːnməθ/ⓘ es una ciudad ubicada en la costa sur de Inglaterra, Reino Unido, en el condado de Dorset. Limita con Poole por el oeste y con Christchurch por el este, y tiene vistas a la bahía de Poole.

## Historia
Se tiene constancia de documentos que hacen alusión al lugar desde el siglo XIV, si bien la ciudad actual fue fundada en el año 1810. Bournemouth experimentó un aumento de la población con la llegada del ferrocarril y para finales del siglo XIX ya gozaba de cierta importancia económica en el sur de Inglaterra.
Antiguamente parte del histórico condado de Hampshire, pasó a formar parte del condado de Dorset en el año 1974. Desde 1997 la ciudad se independizó formando su propio gobierno local, aunque permanece como parte del condado ceremonial de Dorset.
Una isleta al final de Wessex Way llamado County Gates marca la división entre el histórico condado de Hampshire y el de Dorset, y también marca la frontera entre Poole y Bournemouth

## Economía
Bournemouth es un popular destino turístico de la costa sur de Inglaterra por su gran playa (aproximadamente 8 kilómetros) que va desde Christchurch en el este hasta la frontera con Poole en el oeste. La amplia oferta de alojamientos y entretenimiento, su clima templado, su fácil acceso a New Forest, Jurassic Coast, Devon, así como a la campiña de Dorset y Hampshire lo convierten en un centro turístico relevante a nivel nacional. Esta parte de la costa disfruta de uno de los climas más cálidos, secos y soleados de Gran Bretaña en parte gracias a la corriente del Golfo.
Bournemouth es parte de un área metropolitana que junto con Poole y Christchurch tienen una población de 383.713 habitantes, El área completa es lo bastante poblada como para ser una de las mayores zonas de comercio al por menor y centros comerciales del sur de Inglaterra. Tradicionalmente un pueblo de retiro, Bournemouth (principalmente las áreas de Northbourne, Southbourne y Tuckton en Bournemouth junto con Wallisdown, y Talbot Village en Poole), acoge a muchos estudiantes que asisten a la Universidad de Bournemouth, cuya área administrativa y el campus principal se encuentran en Poole.
Cuenta con un aeropuerto internacional con destinos a varios países de Europa y el norte de África y varias estaciones de ferrocarril.

## Deportes
El AFC Bournemouth es el club de fútbol local. Participa en la primera división del fútbol inglés, la Premier League. Su estadio es Vitality Stadium cuyo aforo supera los 11 000 espectadores.